# Gramophone
Gramophone è una rivista mensile britannica specializzata su informazioni e critica di album discografici di musica classica e jazz, prevalentemente pubblicati in Europa. Fondata nel 1923 dallo scrittore scozzese Compton Mackenzie, e da lui diretta fino al 1962, si occupò anche di musica jazz a partire dal terzo anno della sua fondazione, e pubblica la guida The Gramophone Jazz Good CD Guide.
Organizza annualmente i Gramophone Classical Music Awards, considerati gli "Oscar" dell'industria musicale.

## Critiche
La rivista ha ricevuto critiche secondo le quali avrebbe favorito le registrazioni di artisti britannici e per il suo stretto rapporto con le più importanti case discografiche, come EMI.